# پورتیج لیکس (اوهایو)
پورتیج لیکس (به انگلیسی: Portage Lakes) یک منطقهٔ مسکونی در ایالات متحده آمریکا است که در شهرستان سامیت، اوهایو واقع شده‌است. پورتیج لیکس ۲۱٫۱ کیلومتر مربع مساحت و ۹٬۸۷۰ نفر جمعیت دارد و ۲۹۴ متر بالاتر از سطح دریا واقع شده‌است.